# トゥデイズ・レールウェイズ
『トゥデイズ・レールウェイズ』（Today's Railways）は、イギリスの鉄道雑誌である。
Today's Railways UK　と　Today's Railways Europe　の2種類が月刊で発行されているが、ここでは後者について記述する。

## 概要
『トゥデイズ・レールウェイズ・ヨーロッパ』（Today's Railways Europe）は、イギリス・シェーフィルドの交通趣味書籍を発行している　Platform 5 Publishing Ltd　が1996年に創刊した月刊の鉄道雑誌である。2006年1月に誌名を『entrain』から変更している。ヨーロッパ大陸の鉄道に関する様々なニュースや記事を掲載している。イギリスの雑誌であるが、編集部はフランス北部のDouaiにある。毎月第4木曜日に発行される。
Today's Railways UK は2002年1月に創刊された。
『トゥデイズ・レールウェイズ・ヨーロッパ』において対象となる地理的範囲は、広くは中央アジアやカフカース諸国などの独立国家共同体諸国やトルコまで含んでいるが、これらの国は、News Round-Up（後述）など、ニュース欄での扱いにとどまる。各地域の記者は、これらの国を除くヨーロッパ大陸諸国を担当しており、特集記事で扱われるトピックもこの範囲内に納まっている。

## 誌面
表紙では、走行中の列車や停車シーンの写真が大きく掲載されている。通常は全68ページである。
1月号には前年分の記事の総索引が付き、各国ごとの検索が可能である。なお、全ページカラー刷りとなっている。
近年の誌面構成は主に以下の通り。

### レギュラー記事
毎月以下の項目が立てられる。
執筆はほぼ編集部員とヨーロッパ大陸各地域担当の記者によっている。
- Headlights。編集人（2010年1月現在はDavid Haydock）による巻頭言を冒頭1ページに掲載。

- Headline News。各国にまたがるものや新車の大量導入など、特に大きなニュースをここで扱う。

- Light Rail News。路面電車、ライトレールに加えて、ヨーロッパ都市近郊の鉄道に関するニュースを、各国別に伝える。

- Mail Train。読者コーナー。短めの感想・質問から長文のレポートまで内容は多様。編集人の回答が載る場合もある。イギリス以外の読者の投稿もある。

- News Round-Up。各国別にニュースを扱う。レギュラー記事で最も大きな割合を占める部分である。

- Heritage News。蒸気機関車など歴史的車両の走行ルポに加えて、今後の運転情報などを、各国別に伝える。運転情報には問い合わせ用のアドレスが付されている。

- Railtours Diary。イベント開催情報を各国別に伝える。問い合わせ用のアドレスや電話番号などが付されている。

- Reviews。本とＤＶＤの紹介コーナー。英語のものより、ドイツ語やフランス語のものが多く紹介されている。

### 特集記事
毎月3 - 5本前後の特集記事が掲載される。
執筆は編集人から社外のライターまで様々である。特集記事例を以下に挙げる。
- 車両特集（例：スペイン国鉄432形・444形電車の現状）

- 地域特集（例：パリ周辺のトラム）

- 新車紹介（例：アルストムの新型電機を図面入りで詳説）

- 新線開通ルポ（例：ベルギーの高速鉄道ネットワークが完成）

- ローカル線特集（例：85周年を迎えたフランス・スペイン国境のローカル私鉄）

- イベントルポ（例：ポーランドの蒸機を安く楽しむ）

- 問題提起・論考的なもの（例：ドイツの経験はフランスで通用するのか）。編集人が執筆していることが多い。

## 購入方法
イギリスやドイツなどでは、市中のキオスクなどの売店や、交通趣味書籍を扱う書店で購入することができる。日本では、洋雑誌取り扱い書店で注文するほか、出版社に直接、年単位での定期購読を申し込む方法がある。2010年1月現在、日本での1年間の定期購読料は、クレジットカード支払いで、54.6英ポンドである。
雑誌内に定期購読申し込み用のフォーマットが毎号付され（UK、Europe双方）、購読申し込み用のアドレスも目次ページに記されている。このため、1冊何らかの方法で入手し、記入したフォーマットを送る、といった方法により、定期購読が可能である。
なお、2010年1月現在、雑誌の公式サイトは存在していない。